# From Illmatic to Stillmatic...The Remixes
From Illmatic To Stillmatic: The Remixes EP es un EP grabado por el rapero Nas en 2002. Las seis canciones remezcladas son versiones originales de sus álbumes Illmatic, It Was Written y Stillmatic. Cuenta con la colaboración de AZ, R. Kelly y Foxy Brown.

## Lista de canciones
1. "Life's A Bitch (Arsenal Mix)" con AZ - 3:34
2. "One Love (LG Main Mix)" - 5:35
3. "It Ain't Hard To Tell (Remix)" - 2:52
4. "Street Dreams (Remix)" con R. Kelly - 4:53
5. "Affirmative Action (Edited Remix)" con Foxy Brown & AZ - 3:25
6. "One Mic (Remix)" - 4:34